# المستوطنون الأتراك في شمال قبرص
المستوطنون الأتراك في شمال قبرص (بالتركية القبرصية: Türkiyeliler، «الشعب التركي»)، ويشار إليهم أيضًا بالمهاجرين (بالتركية: Türkiyeli göçmenler)‏ هم مجموعة من الشعب التركي من البر الرئيسي الذين استقروا في شمال قبرص منذ الغزو التركي في عام 1974. تشير التقديرات إلى أن هؤلاء المستوطنين وذريتهم (بما في ذلك الجنود الأتراك) يشكلون الآن حوالي نصف سكان الشمال. حصلت الغالبية العظمى من المستوطنين الأتراك على منازل وأرض تابعة للقبارصة اليونانيين من قبل حكومة شمال قبرص غير المعترف بها دوليًا. المجموعة غير متجانسة في الطبيعة وتتألف من مجموعات فرعية مختلفة بدرجات متفاوتة من التكامل. يُعتبر أتراك البر الرئيسي عمومًا أكثر محافظةً من القبارصة الأتراك العلمانيين، ويميلون إلى أن يكونوا مع حل الدولتين. ومع ذلك، لا يدعم جميع المستوطنين السياسات القومية.

## مجموعات فرعية
ينقسم البر الرئيسي التركي في شمال قبرص إلى مجموعتين رئيسيتين: المواطنون والمقيمون من غير المواطنين. من ناحية المواطنين، وصل البعض إلى الجزيرة كجزء من سياسة الاستيطان التي تديرها السلطات التركية والقبرصية التركية، وقد هاجر بعضهم بمفردهم، كما أن بعضهم ولدوا في الجزيرة لأبوين من كلتا المجموعتين. يقول متي هاتاي أن المجموعة الأولى فقط لها «سبب وجيه لتسميتها بالمستوطِنة».
تتكون المجموعات الفرعية المذكورة أعلاه من عدة فئات. يمكن تمييز المجموعة الأولى، المواطنون، في العمال المهرة والعمال ذوي الياقات البيضاء، والجنود الأتراك وأسرهم المقربين، والمزارعين الذين استقروا في قبرص والمهاجرين الأفراد. يمكن تقسيم غير المواطنين إلى طلاب وأعضاء هيئة أكاديمية، وسياح، وعمال يحملون تصاريح، وعمال غير شرعيين بدون تصاريح. إن المزارعون المستوطنون من تركيا بين عامي 1975 و1977 يشكلون غالبية سكان المستوطنين.

## التاريخ
بدأت سياسة توطين المزارعين في قبرص مباشرة بعد الغزو عام 1974. كتب أندرو بورويك عن إعلان تركي لتوطين 5000 عامل زراعي لاستلام الممتلكات التي خلفها القبارصة اليونانيون النازحون. وفقًا لهاتاي، وصلت المجموعة الأولى من هؤلاء المستوطنين إلى الجزيرة في فبراير 1975؛ استمرت الاستيطان الكثيف حتى عام 1977. نشأ هؤلاء المزارعون من مناطق مختلفة في تركيا، بما في ذلك منطقة البحر الأسود (طرابزون، وكارشامبا، وسامسون)، ومنطقة البحر الأبيض المتوسط (أنطاليا، وأضنة، ومرسين) ومنطقة الأناضول الوسطى (قونيا). وفي فبراير 1975 وصل عدد «العمال» من تركيا في الجزيرة إلى 910.
تم تنفيذ سياسة توطين المزارعين وفقًا لاتفاقية القوى العاملة الزراعية الموقعة من قبل دولة قبرص الفيدرالية التركية وتركيا في عام 1975. شاركت قنصليات دولة قبرص الفدرالية التركية في تركيا بنشاط في تنظيم نقل هؤلاء السكان؛ دعت الإعلانات عبر الإذاعة والمختارين في القرى المزارعين المهتمين بالانتقال إلى قبرص للتقدم إلى القنصليات. كان العديد من المزارعين الذين انتقلوا إلى قبرص من أجزاء تركيا يعانون من ظروف معيشية قاسية أو اضطروا إلى النزوح. كان هذا هو الحال مع قرية كيالار حيث تم نقل أشخاص من منطقة البحر الأسود التركية في كارشامبا. تم تشريد هؤلاء الأشخاص بسبب فيضان قريتهم إثر سد تم بناؤه، وتم تخيرهم بين الانتقال إلى قبرص ومناطق أخرى في تركيا؛ اختار البعض قبرص. جادل كريستوس يوانيدس أن هؤلاء الناس ليس لديهم دوافع سياسية لهذا الخيار؛ أشارت المقابلات التي أجراها بعضهم إلى أن معظهم لم يعرفوا موقع قبرص قبل الانتقال إليها.
بعد الموافقة على طلبات المستوطنين المحتملين فقد جرى نقلهم إلى ميناء مرسين في حافلات رتبتها الدولة خصيصًا. غادروا تركيا مستخدمين جوازات سفر، تم إصدار إحداها لكل أسرة، ثم أخذوا العبارة لعبور البحر الأبيض المتوسط إلى قبرص. وبمجرد وصولهم إلى فاماغوستا، تم إيواءهم في البداية لفترة وجيزة في بيوت أو مدارس خالية، ثم نُقلوا إلى القرى القبرصية اليونانية، التي كانت وجهتهم الاستيطانية. تم تخصيص منازل للعائلات بالقرعة.
في البداية، تم انجاز الأوراق الخاصة بهؤلاء المستوطنين بطريقة تجعلهم على ما يبدو من القبارصة الأتراك العائدين إلى وطنهم، لمنع الاتهامات بانتهاك اتفاقية جنيف. وبمجرد وصول المستوطنين، فقد جمعهم الضباط القبارصة الأتراك في مقهى القرية، وجمعوا معلوماتهم الشخصية، وتم تخصيص أقرب قرية يسكنها المستوطنين القبارصة الأتراك في مكان إقامتهم كمكان ميلادهم في بطاقات هويتهم الخاصة (المزورة) التي تم انتاجها لاحقًا. على سبيل المثال اتخذ عدد من المستوطنين في شبه جزيرة كارباس قرية مهمشيك القبرصية التركية مكانًا لميلادهم. عند سؤاله عن سياسة الاستيطان، قال «عصمت كوتاك»، وزير العمل والتأهيل والأعمال الاجتماعية في دولة قبرص الفدرالية التركية، إن ما حدث كان عودة مكثفة وحقية وقانونية للقبارصة الأتراك الذين تم طردهم بالقوة من الجزيرة. ومع ذلك، لم تثبت بطاقات الهوية الخاصة هذه فعاليتها في تحقيق مهمتها، وتم إصدار بطاقات هوية دولة قبرص الفدرالية التركية التي تبين مكان الميلاد الحقيقي للمستوطنين.

## السياسة
مع الافتراض السائد بأن المستوطنين ساعدوا في الحفاظ على سلطة حزب الاتحاد الوطني اليميني التي استمرت لعقود طويلة والانتصارات الانتخابية المتتالية، فإن هذا غير صحيح، فبين عامي 1976 و1993 حصل الحزب على أصوات أكثر من ناخبين ينتمون إلى السكان الأصليين أكثر من قرى المستوطنين. تم تحديد هذه الاتجاهات من خلال تحليل الأصوات عبر العديد من القرى المحلية والمستوطنين من قبل عالم السياسة ميتي هاتاي. كانت هناك حركة سياسية تقوم على تمثيل ما يعتبرونه مصالح المستوطنين. شمل هذا الخط من السياسة حزب الفجر الجديد وحزب الاتحاد التركي. تم تقسيم غالبية الأصوات في قرى المستوطنين بين أحزاب المستوطنين هذه والمعارضة القبرصية التركية الرئيسية، بما في ذلك حزب التحرير المجتمعي والحزب الجمهوري التركي. وفي الفترة بين عام 1992، عندما تم تأسيسه، وانتخابات عام 2003، التي نثلت تحولًا بعيدًا عنه، حصل الحزب الديمقراطي على غالبية أصوات المعارضة من المستوطنين. وفي الوقت نفسه، بين عامي 1990 و 2003، احتفظ حزب حزب الاتحاد الوطني بحصة تصويت بلغت في المتوسط حوالي 40% في قرى المستوطنين، ولكن هذا كان أقل من الدعم الذي تلقاه في المناطق الريفية التي يسكنها القبارصة الأتراك الأصليين. لم يتلق حزب الاتحاد الوطني المزيد من الدعم في قرى المستوطنين إلا في عام 1993 وبعد عام 2003، عندما فقد السلطة. وعلاوة على ذلك، رغم الافتراض السائد بأن المستوطنين يدعمون المصالح السياسية لتركيا، فقد صوت المستوطنون ضد الخط الذي تدعمه تركيا في بعض الأحيان، ولا سيما في عام 1990 ضد حزب الاتحاد الوطني المدعوم من تركيا ورؤوف دنكتاش وفي عام 2004 ضد خطة عنان لقبرص.

## قضايا قانونية
يعد وجود المستوطنين في الجزيرة من أكثر القضايا الشائكة والأكثر إثارة للجدل في المفاوضات الجارية لإعادة توحيد قبرص؛ يتمثل موقف جمهورية قبرص المعترف بها دوليًا واليونان، المدعوم بقرارات الأمم المتحدة، في أن برنامج الاستيطان غير قانوني تمامًا بموجب القانون الدولي لأنه ينتهك اتفاقية جنيف الرابعة (التي تحظر على القوة المحتلة نقل سكانها عمدًا إلى المنطقة المحتلة) وهي جريمة حرب. بذلك، تطالب جمهورية قبرص واليونان بإعادة المستوطنين إلى تركيا في حل مستقبلي ممكن للنزاع القبرصي؛ لقد كان أحد الأسباب الرئيسية التي يرفض بها القبارصة اليونانيين بأغلبية ساحقة خطة عنان لعام 2004 هو أن الخطة تسمح للمستوطنين بالبقاء في قبرص، وحتى أنها سمحت لهم بالتصويت في الاستفتاء على الحل المقترح. لذلك، طالبت كل من جمهورية قبرص واليونان بأن تشمل التسوية المستقبلية لقبرص على ترحيل المستوطنين، أو على الأقل الجزء الأكبر منهم.
قطع العديد من المستوطنين علاقاتهم بتركيا ويعتبر أطفالهم أن قبرص وطنهم. كانت هناك حالات واجه فيها المستوطنون وأطفالهم العائدين إلى تركيا النبذ في مجتمعاتهم الأصلية. وهكذا، وفقًا لموسوعة حقوق الإنسان، فإن «كثيرين غيرهم» يجادلون بأن المستوطنين لا يمكن طردهم بالقوة من الجزيرة؛ بالإضافة إلى ذلك، يعتقد معظم المراقبين أن التسوية الشاملة لمستقبل قبرص يجب أن «توازن بين الشرعية العامة لبرنامج الاستيطان وحقوق الإنسان للمستوطنين».

## حرب الأرقام
تم إجراء التعداد الرسمي الثالث لشمال قبرص في عام 2011 تحت رعاية مراقبي الأمم المتحد وأظهر أن إجمالي عدد سكانها 294906 نسمة. لقد اعترضت بعض الأحزاب السياسية والنقابات العمالية والصحف المحلية على هذه النتائج. اتُهمت الحكومة بتعمد تقليص عدد السكان، بعد أن قدمت على ما يبدو تقديرًا يبلغ 700 ألف قبل التعداد، من أجل طلب مساعدة مالية من تركيا. زعم أحد المصادر أن عدد السكان في الشمال وصل إلى 500 ألف نسمة، منقسمون بين 50% من القبارصة الأتراك و50% آخرون من المستوطنين الأتراك أو الأطفال المولودين في قبرص. كتب الباحث ميتي هاتاي أن مثل هذه التقارير «تخمينية إلى حد كبير» ويتم التقاطها من قبل أحزاب المعارضة لمنفعة سياسية، مما أدى إلى وجود تقارير في الجنوب. لم يتم فحص مثل هذه التقارير علميًا أو إحصائيًا أبدًا، رغم الفرص المتاحة لأحزاب المعارضة للقيام بذلك باستخدام القوائم الانتخابية التي بحوزتها، وبالتالي استمرار «حرب الأرقام».

## قائمة المراجع
- Hatay، Mete (2005)، Beyond Numbers: An Inquiry into the Political Integration of the Turkish 'Settlers' in Northern Cyprus (PDF)، PRIO Cyprus Center، مؤرشف من الأصل (PDF) في 2023-04-01، اطلع عليه بتاريخ 2015-08-30
- Hatay، Mete (2008)، "The Problem of Pigeons: Orientalism, Xenophobia and a Rhetoric of the "Local" in North Cyprus" (PDF)، The Cyprus Review، ج. 20، ص. 145–172، مؤرشف من الأصل (PDF) في 2023-04-01
- Jensehaugen، Helge (2014)، "The Northern Cypriot Dream – Turkish Immigration 1974–1980" (PDF)، The Cyprus Review، ج. 26، ص. 57–83، مؤرشف من الأصل (PDF) في 2023-04-01
- Kurtuluş, Hatice; Purkıs, Semra (2014), Kuzey Kıbrıs'ta Türkiyeli Göçmenler (بالتركية), Istanbul: Türkiye İş Bankası Kültür Yayınları
- Loizides، Neophytos (2011)، "Contested migration and settler politics in Cyprus" (PDF)، Political Geography، ج. 30، ص. 391–401، DOI:10.1016/j.polgeo.2011.08.004، مؤرشف من الأصل (PDF) في 2023-10-23
- Şahin, İsmail; Şahin, Cemile; Öztürk, Mine (2013), "Barış Harekâtı Sonrasında Türkiye'den Kıbrıs'a Yapılan Göçler ve Tatbik Edilen İskân Politikası" (PDF), Turkish Studies (بالتركية), vol. 8, pp. 599–630, DOI:10.7827/TurkishStudies.5225, Archived from the original (PDF) on 2023-10-23
- Talat Zrilli, Aysenur (2019), “Ethno-nationalism, state building and migration: the first wave of migration from Turkey to North Cyprus”, Southeast European and Black Sea Studies, 19 (3): 493-510, https://doi.org/10.1080/14683857.2019.1644047